# Церковь Пресвятой Богородицы (Егвард)
Церковь Пресвятой Богородицы (Сурб Аствацацин) в Егварде (арм. Եղվարդի Սուրբ Աստվածածին եկեղեցի; также известный как Егвард и Егвардская церковь) — армянская церковь-усыпальница, расположенная в центре города Егвард в Котайкской области Армении. Была построена в 1301 году в честь тысячелетия распространения христианства как государственной религии в Армении.

## История
Церковь была построена в 1301 (по другим данным в 1321) году во времена правления династии Захарянов архитектором Шахихом. Церковь называется церковью-усыпальницей, потому что в ней захоронены останки сына князя Азизбека — Ишхана. Князь Азизбек построил церковь по желанию его жены Вахах.

## Устройство церкви
Храм реставрировался в 1628 и 1745 годах, а в 1969—1970 гг. была разобрана и отреставрирована ротонда. Пространства обоих ярусов храма имеют крестообразную основу. Крестовый свод нижнего яруса (собственно усыпальницы) опирается на ступенчатые арки и пучковые угловые опоры. На аналогичную арочную структуру верхнего яруса (поминальный храм) опирается купольная ротонда, переход к которой осуществлен посредством парусов; подкупольное кольцо выделено широким профилированным карнизом.
Алтарь нижнего помещения — прямоугольная восточная апсида с 2 крошечными камерами по сторонам; расположенный над ним алтарь верхнего помещения перекрыт сталактитовым сводом. Снаружи храм представляет собой подчеркнуто вертикализированное сооружение: из кубовидного нижнего объема (ныне частично скрыт культурным слоем) словно вырастает верхний, крестообразный в плане, рукава которого завершаются крутыми 2-скатными кровлями, а в центре высится широкая ротонда.
Входы в оба яруса расположены по оси западного фасада. Сохранились остатки консольных лестниц по сторонам верхнего проема; к нижним ступеням приставлялись, вероятно, деревянные лестницы. Поверхности стен, особенно верхнего яруса, декорированы резьбой и рельефами. Западные стены украшают 2 великолепных портала; верхний из них вписан в легкую аркатуру, увенчанную большим рельефным крестом, у основания которого находится рельеф с изображениями обращенных друг к другу быка и льва, видимо имеющих геральдическое значение. По сторонам креста (выше перекладины) расположены фигуры предстоящих Богоматери с Младенцем и пророка Исаии.

## Галерея

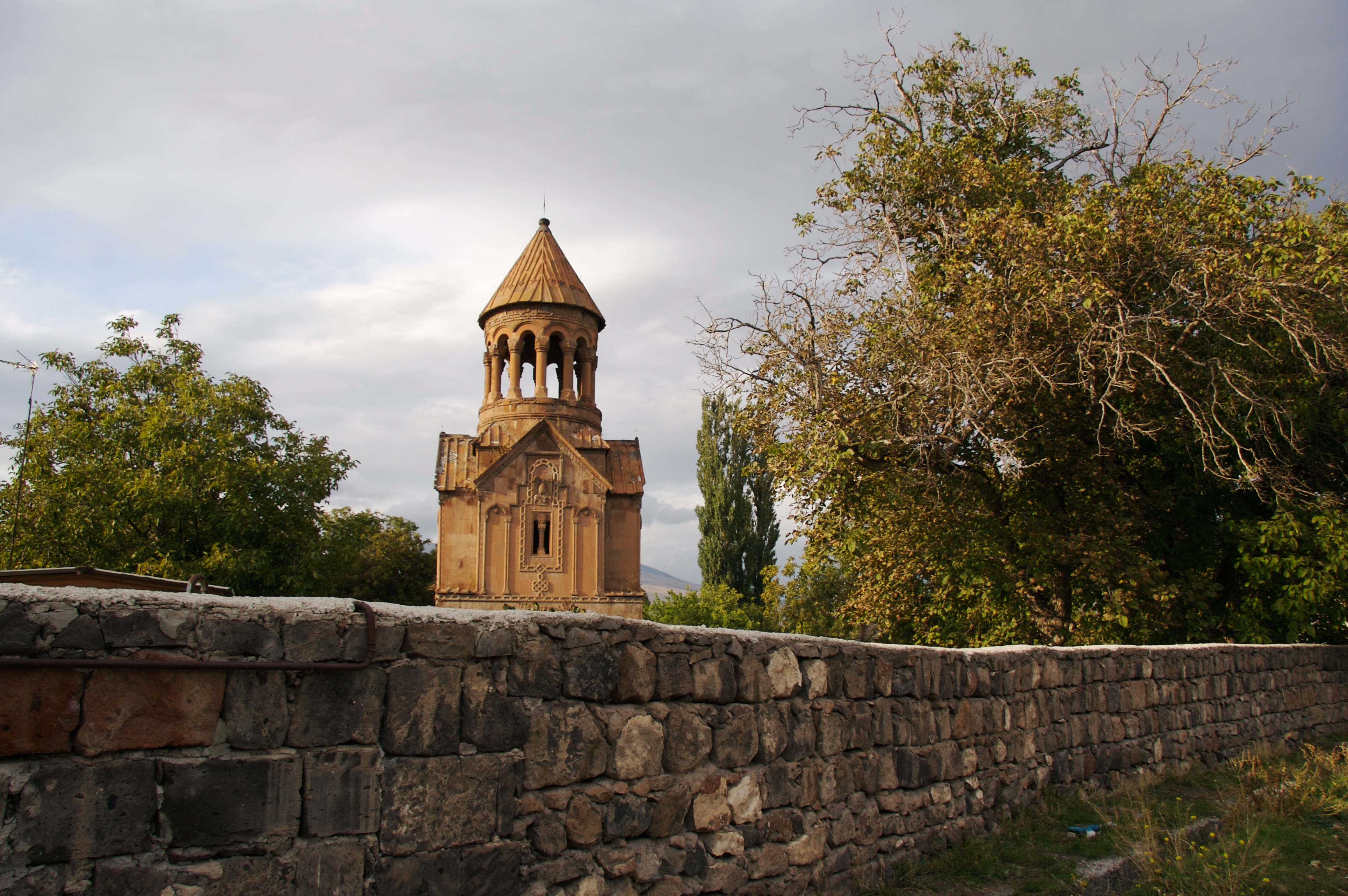
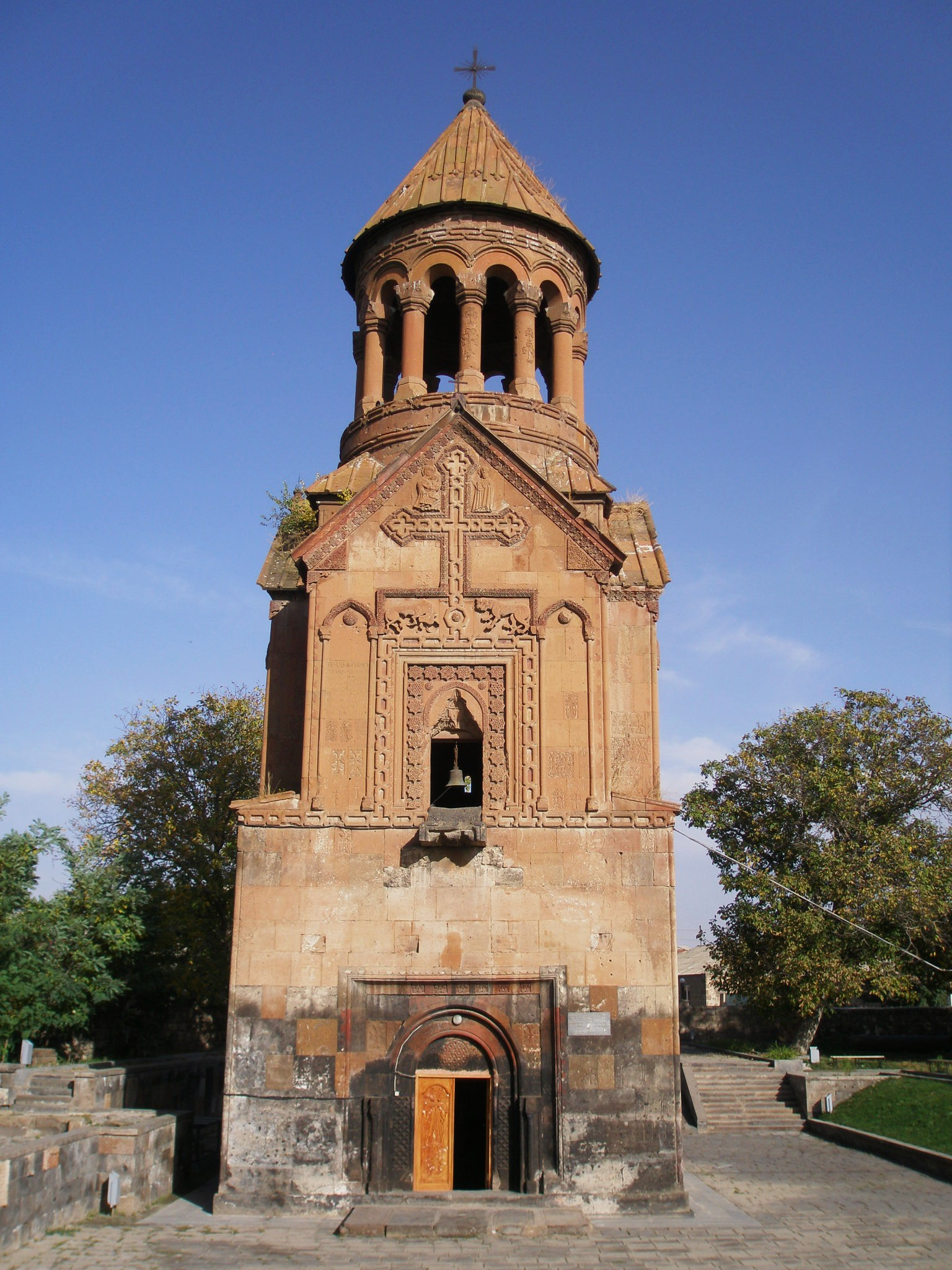
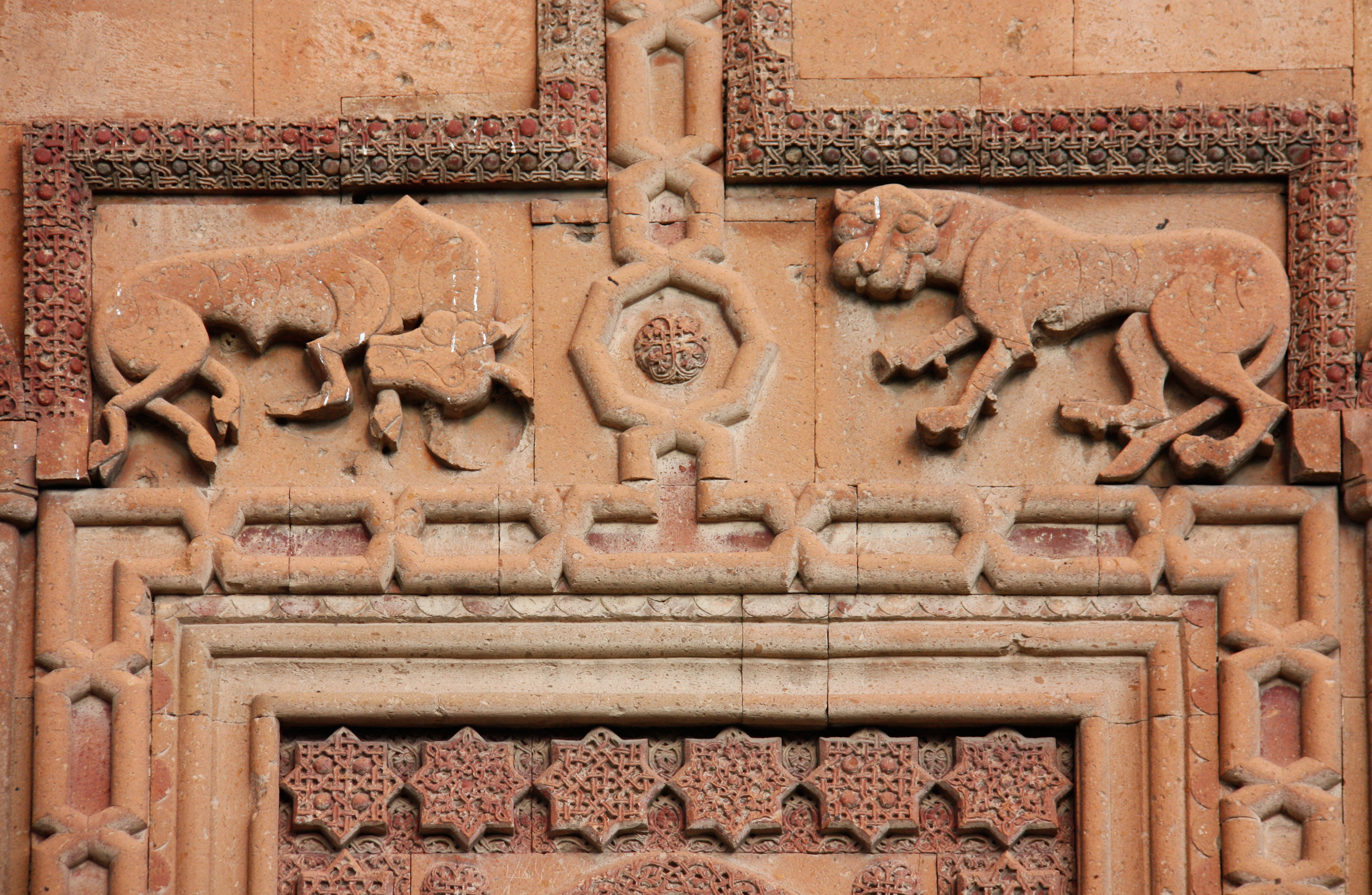
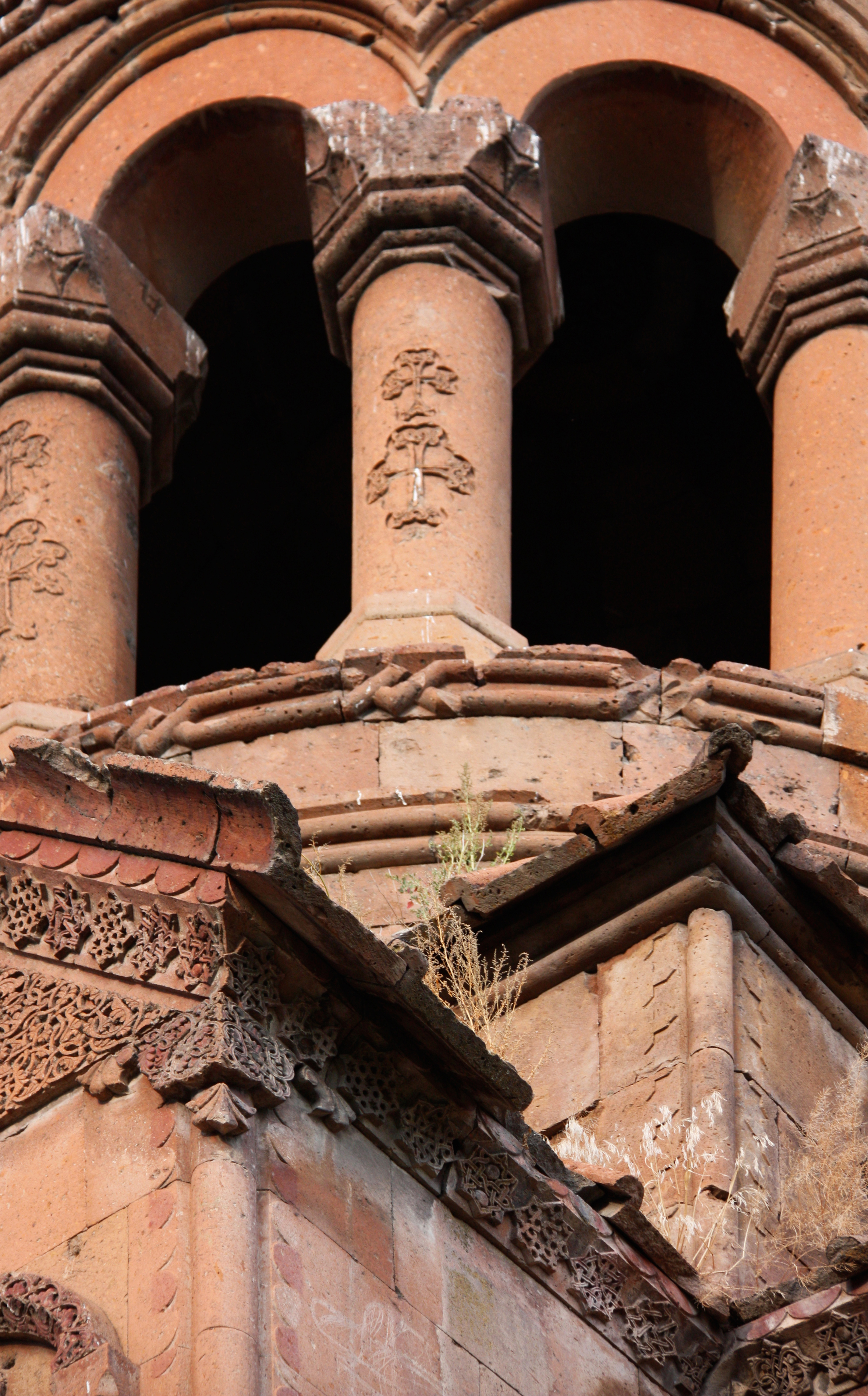
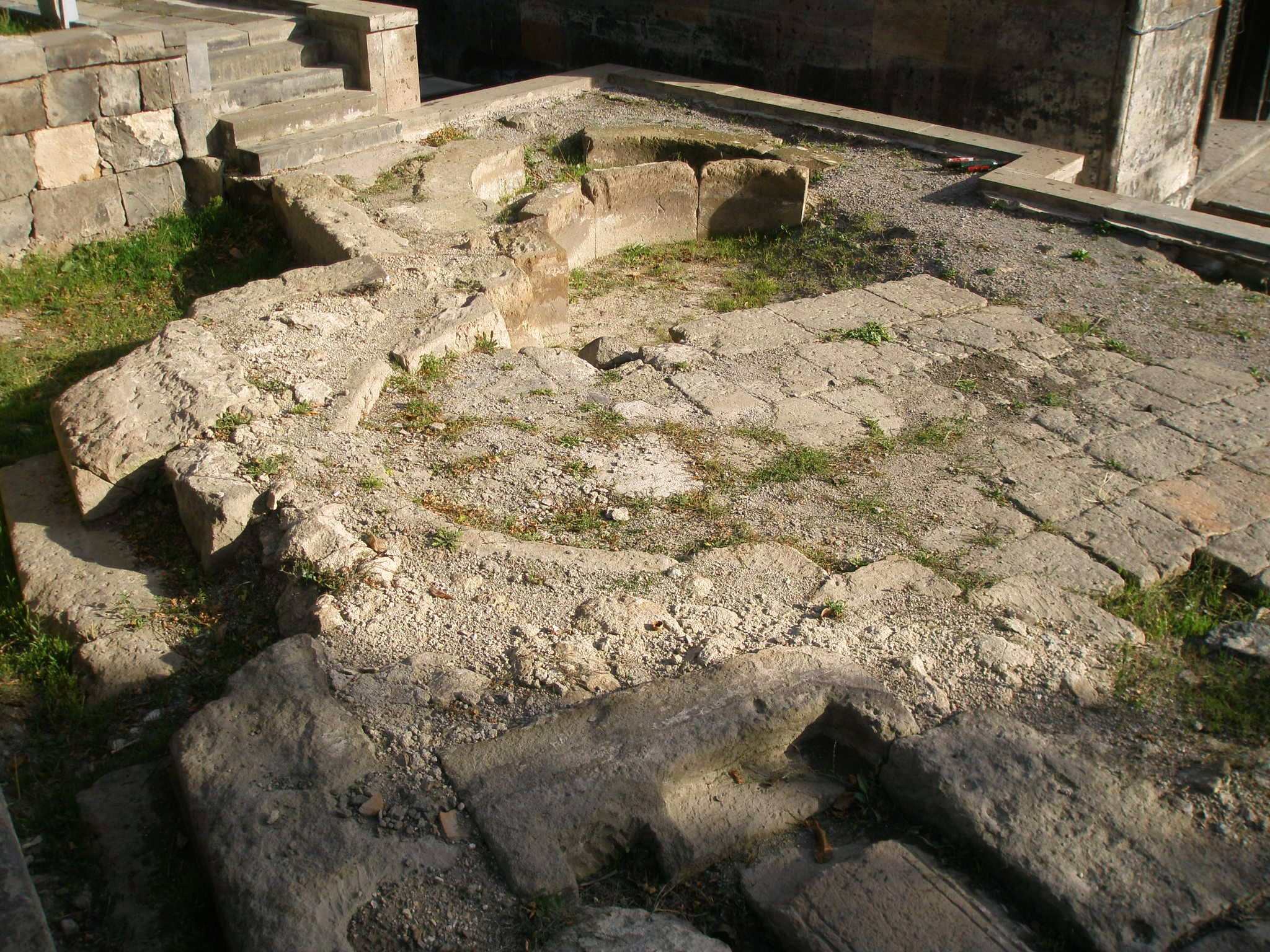
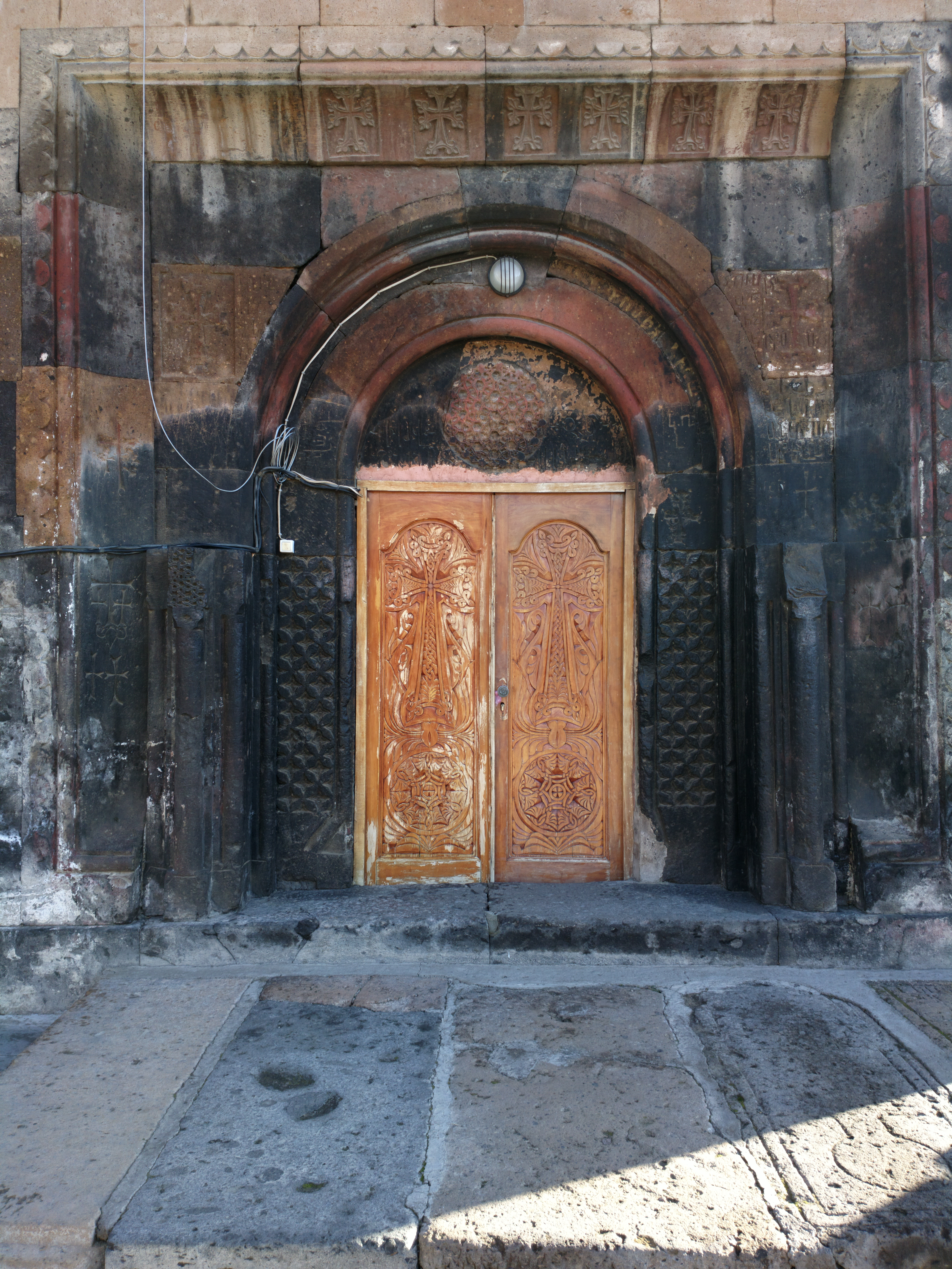